# Chambre des requêtes de la Cour de cassation française
La chambre des requêtes de la Cour de cassation française (« Cass. req. ») est une ancienne formation de la Cour de cassation française. Elle n'existe plus depuis la loi du 22 juillet 1947. 

## Historique
Elle avait pour fonction de filtrer les pourvois qui devaient être jugés par la chambre civile de la Cour. Lorsque le rejet du pourvoi par la chambre civile était évident, la chambre des requêtes rejetait le pourvoi. Au contraire, si le pourvoi était bien fondé ou demeurait discutable, la chambre des requêtes transmettait la demande à la chambre civile, dont la décision avait autorité de chose jugée. 
En revanche, la chambre des requêtes ne jouait aucun rôle en matière pénale, ou, plus tard, sociale : les autres chambres (criminelle et sociale) de la Cour n'avaient aucune juridiction de filtrage placée avant elles.
Cependant, la chambre des requêtes a progressivement pris une importance considérable en jurisprudence. Elle était devenue une véritable chambre civile, qui examinait les pourvois de façon très précise par-rapport à sa fonction originelle. C'est pourquoi la loi de 1947 opéra un nouveau découpage de la Cour de cassation, et supprima la chambre des requêtes. Le personnel de la chambre des requêtes fut affecté à la nouvelle chambre commerciale. 
Néanmoins, un procédé de filtrage existe encore : lorsqu'un pourvoi est soumis à une chambre civile, une formation de 3 magistrats peut statuer « lorsque la solution s'impose ».